# Resident Governor of the Tower of London and Keeper of the Jewel House
Der Resident Governor of the Tower of London and Keeper of the Jewel House ist ein Vertreter der englischen Monarchie im Tower of London. Er untersteht dem Konstabler des Towers, der einen zeremoniellen Posten bekleidet, und ist verantwortlich für die täglichen Abläufe und den Betrieb des Towers sowie des Jewel House.
Seit 1967 vereint der Resident Governor of the Tower of London and Keeper of the Jewel House die Posten des Resident Governor of the Tower of London und des Keeper of the Jewel House.

## Amtsträger seit 1967
- 1967: Colonel Sir Thomas Pierce Butler[2]
- 1971: Major-General Sir Digby Raeburn[3]
- 1979: Major-General Giles Mills[4]
- 1984: Major-General Andrew Patrick Withy MacLellan[5]
- 1989: Major-General Christopher Tyler[5]
- 1994: Major-General Geoffrey Field[6]
- 2006: Major-General Keith Cima[7]
- 2011: Colonel Richard Harrold
- 2019: Brigadier Andrew Jackson